# Regeringen Jens Otto Krag II
Regeringen Jens Otto Krag II var Danmarks regering 26. september 1964 – 2. februar 1968.
Ændringer: 8. oktober 1964, 24. august 1965, 21. september 1966, 28. november 1966 og 1. oktober 1967.
Den bestod af følgende ministre fra Socialdemokratiet:
- Statsminister: J.O. Krag (S)
- Udenrigsminister: Per Hækkerup (S) til 28. november 1966
- Udenrigsminister: J.O. Krag (S) 28. november 1966 til 1. oktober 1967
- Udenrigsminister: Hans Tabor (S) fra 1. oktober 1967
- Finansminister: Poul Hansen (S) til 24. august 1965
- Finansminister: Henry Grünbaum (S) fra 24. august 1965
- Økonomiminister: Poul Hansen (S) til 8. oktober 1964
- Økonomiminister: Henry Grünbaum (S) fra 8. oktober 1964 til 24. august 1965
- Økonomiminister: Ivar Nørgaard (S) fra 24. august 1965, fra 1. oktober 1967 tillige minister for europæiske markedsanliggender)
- Indenrigsminister: Hans Hækkerup (S)
- Minister for offentlige arbejder: Kai Lindberg (S) til 28. november 1966
- Minister for offentlige arbejder: Svend Horn (S) fra 28. november 1966
- Handelsminister: Lars P. Jensen (S) til 21. september 1966
- Handelsminister: Tyge Dahlgaard (S) fra 21. september 1966 til 1. oktober 1967 tillige minister for nordiske anliggender samt europæiske anliggender
- Handelsminister: Ove Hansen(S) fra 1. oktober 1967 tillige minister for nordiske anliggender
- Fiskeriminister: H. Larsen-Bjerre (S) til 8. oktober 1964
- Fiskeriminister: Jens Risgaard Knudsen (S) fra 8. oktober 1964
- Socialminister: Kaj Bundvad (S)
- Minister for Grønland: Carl P. Jensen (S)
- Arbejdsminister: Erling Dinesen (S)
- Boligminister: Kaj Andresen (S)
- Forsvarsminister: Victor Gram
- Justitsminister: K. Axel Nielsen (S)
- Landbrugsminister: Chr. Thomsen (S)
- Undervisningsminister: K.B. Andersen (S)
- Kirkeminister: Bodil Koch (S) til 28. november 1966
- Kirkeminister: Orla Møller (S) fra 28. november 1966
- Minister for kulturelle anliggender: Hans Sølvhøj (S) til 28. november 1966
- Minister for kulturelle anliggender: Bodil Koch (S) fra 28. november 1966
- Minister for familiens anliggender: Camma Larsen-Ledet fra 28. november 1966
- Minister uden portefølje: Hans Sølvhøj (S) fra 28. november 1966 til 1. oktober 1967 med henblik på udenrigspolitiske spørgsmål, navnlig forholdet til FN og NATO)